# ديدييه إرنست
ديدييه إرنست (15 سبتمبر 1971 بفيرفييتوا في بلجيكا - ) هو مدرب كرة قدم ولاعب كرة قدم بلجيكي في مركز الدفاع. شارك مع منتخب بلجيكا لكرة القدم. أما مع النوادي، فقد لعب مع ستاندارد لييج ونادي بروكسل ونادي بوم الملكي لكرة القدم ونادي لوفيرواز ونادي يوبين وR.C.S. Verviétois ‏ و و.

## وصلات خارجية
- ديدييه إرنست على موقع الاتحاد البلجيكي (الإنجليزية)
- ديدييه إرنست على موقع قاعدة بيانات كرة القدم.إي يو (الإنجليزية)
- ديدييه إرنست على موقع ناشيونال فوتبول تيمز (الإنجليزية)